# 空気静力学
空気静力学（くうきせいりきがく、英語: Aerostatics）は、流体静力学のサブフィールドで、それらを考慮した座標系に対して運動していないガスの研究である。運動中のガスに対応する研究は、空気力学と呼ばれる。
空気静力学は、特に空気中の密度配分の研究である。これのアプリケーションの1つは、気圧式。
エアロスタットは、飛行船や気球などの航空機よりも軽量で、エアロスタットの原理を使用して浮く。

## 基本法
静水圧の場合と同様に、静止時の気体挙動の方程式の処理は、一般に、流体の流れの一般的な運動量方程式を検討することから始まる。これは、次のように表すことができる。
{\displaystyle \rho [{\partial U_{j} \over \partial t}+U_{i}{\partial U_{j} \over \partial t}]=-{\partial P \over \partial x_{j}}-{\partial \tau _{ij} \over \partial x_{i}}+\rho g_{j}} 、
{\displaystyle \rho }は流体の質量密度。{\displaystyle U_{j}}は瞬間速度、 {\displaystyle P}流体圧力、 {\displaystyle g}は流体に作用する外部体積力、{\displaystyle \tau _{ij}}は運動量輸送係数である。流体の静的な性質により、{\displaystyle U_{j}=0} と {\displaystyle \tau _{ij}=0} が義務付けられているため、空気静力学の基本方程式を表す次の偏微分方程式のセットが見つかる。:154
{\displaystyle {\partial P \over \partial x_{j}}=\rho g_{j}}
ただし、気体流体システムに見られるような一定でない密度の存在（気体の圧縮性のため）には、理想気体の法則を含める必要がある：
{\displaystyle {P \over \rho }=RT} 、
ここで、{\displaystyle R}は普遍的な気体定数を示し、 {\displaystyle T}有効な空気静力学偏微分方程式をレンダリングするためのガスの温度を示す：
{\displaystyle {\partial P \over \partial x_{j}}=\rho {\hat {g_{j}}}={P \over \ RT}{\hat {g_{j}}}} 、
これは、理想気体の状態方程式によって熱力学的状態が与えられる気体の圧力分布を計算するために使用できる。:183

## 研究分野
- 大気圧変動
- 山の空気の構成
- 大気の断面
- ガス密度
- 土壌中のガス拡散（英語版）
- ガス圧
- 気体の運動論
- ガス混合物の分圧
- 圧力測定